# Mandibulín
Mandibulín (Jabberjaw en la versión original en inglés) es una serie de animación creada por Joe Ruby y Ken Spears. Fue producida por Hanna-Barbera Productions, Inc. desde el 11 de septiembre de 1976, hasta el 27 de noviembre de 1978.

## Origen
Debido a la gran cantidad de dibujos animados sobre adolescentes que resolvían misterios por parte de la productora Hanna-Barbera en la década de 1970, el formato y la escritura para Mandibulín fueron similares a las de series parecidas como Scooby-Doo, Josie and the Pussycats y El superveloz Buggy Buggy. La serie también se inspiró (por el uso de un tiburón como personaje) en la moda de los tiburones que se dio en la década de 1970, gracias a la entonces reciente película Tiburón. También compartió con Los Picapiedra una cierta tendencia a hacer uso de los juegos de palabras, como los nombres de lugares, personas, etc, (como nombrar "Aqualaska" en lugar de Alaska). 
Se produjeron dieciséis episodios de 30 minutos, y fue emitida en la cadena de televisión estadounidense ABC los sábados por la mañana desde el 11 de septiembre de 1976 hasta el 3 de septiembre de 1977, y retransmitida en una segunda emisión de repeticiones los domingo por la mañana desde el 11 de septiembre de 1977 hasta el 3 de septiembre de 1978. En la década de 1980, resurgió en Cartoon Network y posteriormente, fue transmitida por la cadena Boomerang de Cartoon Network. Por alguna razón, este es uno de una serie de programas realizados antes de mediados de 1980 vistos en Cartoon Network y Boomerang que han sido tomados de impresiones PAL.

## Trama
Mandibulín es un gran tiburón blanco. Es el baterista de "Los neptunos", un grupo de rock formado por cuatro jóvenes - Biff, Shelly, Burbuja y Almeja - que viven en una civilización bajo el agua en el año 2076. Mandibulín y "Los neptunos" viajan a varias ciudades bajo el agua, donde aparte de tocar su música, se encuentran y hacen frente a villanos diabólicos que quieren conquistar el mundo submarino. Entonces depende de ellos detenerlos y salvar el día.

## Personajes
- Mandibulín (voz hecha por Frank Welker en Estados Unidos y por Jorge Arvizu en América Latina). Es un gran tiburón blanco, cuya voz y gestos eran similares a los de Curly Howard de los Tres Chiflados. A Mandibulín le resultaba difícil conseguir el respeto en una sociedad donde eran muy comunes un tipo de robots que protegían varios edificios y ciudades contra la entrada de tiburones, que tenían la entrada vedada, lo que le impulsaba a menudo a pronunciar su famosa frase (tomada del comediante Rodney Dangerfield): "¡Nadie me respeta!".
- Biff (voz hecha por Tommy Cook). Es un joven de pelo castaño que era el guitarrista de la banda y el líder que reservaba en todos los conciertos, similar a Fred de Scooby-Doo y Alan de Josie and the Pussycats.
- Shelly (voz hecha por Pat Parris) Es una joven de carácter enojón y de pelo oscuro que toca la pandereta en "Los Neptunos". Shelly era inteligente, altiva y agresiva (similar a Alejandra, de la serie Josie and the Pussycats). Mientras mostraba un gran desprecio por Mandibulín (o "Narigón", como ella lo llamaba), en el fondo tenía algún cariño por él y en ocasiones se lo mostró. Además, a veces le irritaba la idiotez de Burbuja.
- Burbuja (voz hecha por Julie McWhirter). Es una joven de pelo rubio que toca el teclado en "Los Neptunos". Muy boba y tonta, tiene una risa linda, similar a la de Melodía en Josie and the Pussycats. Shelly a veces la apoda "Ding-A-Ling" o "Bubblehead". Su voz y sus gestos son similares a los de Gracie Allen, la esposa de George Burns. Cada vez que se presentaba voluntaria para ayudar, lo fastidiaba todo.
- Almejín (voz de Barry Gordon). Es un joven que toca en "Los Neptunos". Cada vez que se emocionaba o sentía nervioso gritaba "¡Almejas saltarinas!". Era el mejor amigo de Mandibulín, y tenía un gran parecido con Shaggy de Scooby-Doo y Alejandro de  Josie and the Pussycats.

## Recepción y crítica
El programa fue generalmente bien visto y gozó de un gran recibimiento por parte del público, a pesar de haber provocado una crítica: Según señala Jack Shaheen, Profesor Emérito de Comunicación de masas en la Southern Illinois University, el primer episodio de la serie contiene un estereotipo racial negativo, un villano oriental similar a Fu Manchu.

## Historial de emisiones
Original de ABC:
- Sábados por la mañana del 11 de septiembre de 1976 hasta el 3 de septiembre de 1977.
- Reemisión: domingos por la mañana del 11 de septiembre de 1977 hasta el 3 de septiembre de 1978.

Los horarios de programación (todos EDT):
- Septiembre de 1976 a noviembre de 1976, sábado 9:00-9:30 a. m.
- Diciembre de 1976-septiembre de 1977, sábado 8:30-9:00 a. m.
- Septiembre de 1977-septiembre de 1978, domingo 10:30-11:00 a. m.

Emisiones en el canal Boomerangen Latinoamérica:
- 2 de agosto de 2004-1 de octubre de 2004, de lunes a viernes a 9:00-10:00 de la noche.
- Enero de 2005-marzo de 2005, (domingos a las 3.00-4.00 de la tarde, con repeticiones en la noche y la mañana).

## Episodios
1. El malvado Dr. Mingo (prod. #84-1, 11 de septiembre de 1976)
2. Invasión del espacio (# 84-2, 18 de septiembre de 1976)
3. Atlantis desaparece (# 84-4, 25 de septiembre de 1976)
4. Corre Mandi, corre (# 84-3, 2 de octubre de 1976)
5. ¿Dónde está el verdadero Mandibulín? (# 84-5, 9 de octubre de 1976)
6. Los deseos cumplidos (# 84-6, 16 de octubre de 1976)
7. Tiburones al pormayor (# 84-7, 23 de octubre de 1976)
8. El super minero (# 84-8, 30 de octubre de 1976)
9. Alí Mandibulín y los ladrones secretos (# 84-9, 6 de noviembre de 1976)
10. Plantas al pormayor (Plantas ser por mayor) (# 84-10, 13 de noviembre de 1976)
11. Ataca Esculpiño ' (# 84-11, 20 de noviembre de 1976)
12. El Triángulo de las Bermudas (# 84-12, 25 de noviembre de 1976 *)
13. El super robot (# 84-13, 27 de noviembre de 1976)
14. La gran carrera (# 84-14, 4 de diciembre de 1976)
15. El ataque de las Pirañas (# 84-16, 11 de diciembre de 1976)
16. La amenaza de las anguilas (Mandibulín, el audaz) (# 84-15, 18 de diciembre de 1976)

Transmisión por televisión al mediodía (EST), la tarde del jueves, 25 de noviembre de 1976, como parte de la función del Festival de Acción de Gracias de la cadena ABC"".

## Créditos de producción
- Productores ejecutivos: Joseph Barbera y William Hanna
- Creado por: Joe Ruby y Ken Spears
- Director: Charles A. Nichols
- Productor Creativo: Iwao Takamoto
- Productor Asociado: Alex Lovy
- Dirección de storyboard: Don Jurwich, Michael O'Connor, Paul Sommer, Kay Wright,
- Director de grabación: Alex Lovy
- Editor del story: Ray Parker
- Story: , George Atkins, Haskell Barkin, John Bates, Larz Bourne, Tom Dagenais, Robert Fisher,
- Voces: Tommy Cook, Regis Cordic, Ron Feinberg, Barry Gordon, Gay Hartwig, Hettie Hurtes Lynn, Casey Kasem, Keye Luke, Julie McWhirter, Don Messick, Pat Parris, Vic Perrin, Barney Phillips, Hal Smith, John Stephenson, Janet Waldo, Lennie Weinrib, Frank Welker
- Supervisor de producción: Victor O. Schipek
- Gráfica: Iraj Paran
- Supervisor de diseño creativo: Bob Singer
- Diseño de personajes: Donna Zeller
- Director de unidad: Volus Jones
- Director Musical: Hoyt Curtin
- Supervisor musical: Paul DeKorte
- Layouts: Mike Arens, Dale Barnhart, Hak Ficq, C.L. Hartman, Alex Ignatiev, Ray Jacobs, Homero Jonas, Bill Lignante, Jim Mueller, Tony Rivera, Linda Rowley, Tony Sgrol, Al Wilson
- Animación: Frank Andrina, Tom Barnes, Bill Carney, Rudy Cataldi, Lillian Evans, Otto Feuer, Hugh Fraser, Fernando González, Jack Hadley, Bob Hathcock, Dan Mills, Ken Muse, Constantin Mustatea, Floyd Norman, Eduardo Olivares, Don Patterson, Tom Ray , Morey Reden, Lenné Redman, Ken Southworth, Leo Sullivan, Dick Thompson, Carlo Vinci, Russ Von Neida
- Fondos: , Fernando Arce, Fernando Montealegre, Phil Phillipson, Robert Schaefer, Marilyn Shimokochi, Dennis Venizelos
- Supervisor técnico: Frank Paiker
- Control y planificación de escenas: Evelyn Sherwood
- Tinta y pintura: Billie Kerns
- Xerografía: Star Wirth
- Dirección de sonido: Bill Getty, Richard Olson
- Supervisor de montaje: Larry Cowan
- Editores de música: Pat Foley, Chip Yaras
- Editores de efectos: Richard Allen, Terry Moore
- Consultor de negativos: William E. DeBoer
- Supervisor de producción: Joed Eaton
- Productor jefe: Jayne Barbera
- Cámaras: George Epperson, Charles Flekal, Curt Hall, Ron Jackson, Jerry Smith, Norman Stainback, Roy Wade,

## Mandibulín en otros idiomas
- Inglés: Jabberjaw
- Portugués de Brasil: Tutubarão
- Italiano: Lo Squalo Jabber
- Francés: Mantalo
- Alemán: Sharky
- Finlandés: Hai Harvahammas
- Japonés: Wanpaku Jozu

## La carrera espacial de Yogi (1978-79)
En 1978, Mandibulín apareció en un nuevo programa los sábados por la mañana en la cadena NBC que se llamó La carrera espacial de Yogi, en la que participó en competiciones intergalácticas con otros personajes de Hanna-Barbera, como el Oso Yogui, Huckleberry Hound y varios personajes nuevos. El socio de Mandibulín en la carrera es un sabueso perezoso llamado Buford (de The Buford Files y The Galloping Ghost).

## Otras apariciones
- Mandibulín hizo una aparición como invitado en un especial en honor a Pedro Picapiedra en la CBS. El especial se llamaba Reviviendo a todos los personajes de comedia de la TV de Hanna-Barbera (1977).
- Mandibulín también ha hecho apariciones especiales como locutor invitado en el programa Las olimpiadas de la risa (1977) y Scooby's All-Stars (1978).
- Mandibulín hizo una aparición en la serie animada de televisión del bloque nocturno Adult Swim: Laboratorio Submarino 2021 en el episodio, "El regreso de Marco" (2004), donde fue uno de los muchos tiburones atravesado con lanzas por la tribu de una cueva submarina llamada Los Snarkells.
- Mandibulín apareció más adelante en el programa de Adult Swim de Cartoon Network Harvey Birdman, abogado (2002), en el episodio "Enséñame tu salchicha", donde los Neptunos fueron acusados de robar una canción llamada Shouyu Weanie's, que había sido compuesta por la banda musical japonesa "Enséñame tu salchicha". También se hace referencia de que en la década de 1990, Mandibulín fue brevemente comprometido con el cineasta en ciernes Madeline Austin-Kulat. En este programa, Frank Welker retoma su papel como la voz de mandibulín y también hace la voz de Biff. almejín hizo otra aparición en el episodio "robo de identidad", donde su voz fue hecha por Steven Blum.
- Mandibulín también apareció en Cartoon Network (y más tarde en Boomerang) en un video musical hecho por la banda de rock Pain, llamado "Jabberjaw (Running Underwater)". En este video con los personajes animados en 3D, se muestra a mandibulín y los neptunos en una persecución submarina y luchando con villanos, con el grupo vestido con ropa moderna, y con Mandibulín usando una perilla deportiva y un anillo en la nariz, siendo ahora más delgado. En esta versión, Biff es el guitarrista y cantante, Shelly es ahora la guitarra rítmica y ayuda en las voces, burbuja aún toca el teclado, y almejín toca la trompeta y también ayuda en la voz. Mandibulín aún toca la batería.
- Mandibulín aparece en el especial de Scooby Doo Night of the Living Doo (o la noche del Doo viviente), Tratando de sacar a la banda con el fin de obtener su respeto.
- Mandibulín hace un cameo en el episodio de Johnny Bravo "Johnny va a Hollywood".
- Mandibulín y Los Neptunos aparecen en el programa Scooby-Doo! Misterios S.A. en el episodio "Finales del Club de Misterios por Resolver" (2011) junto a otros equipos de misterio de Hanna-Barbera en un sueño febril de Scooby-Doo. Cuando los detectives adolescentes fueron secuestrados por el espíritu esqueleto en llamas llamado Señor Infernicus, Scooby-Doo, Mandibulín, Superveloz Buggy, Capitán Cavernícola y El Fantasma Funky se dejan para resolver el misterio. Frank Welker retoma los papeles de ambos Mandibulín y Superveloz Buggy.
- Mandibulín aparece en los créditos finales de ¡Scooby! (2020) como nuevo recluta de la Fuerza Halcón, un nuevo equipo formado por el Halcón Azul.
- Mandibulín aparece en la película de Space Jam Una Nueva Era como parte del público.